# Балакліївська вулиця (Київ)
Балаклі́ївська ву́лиця — вулиця у Шевченківському районі міста Києва, місцевість Нивки. Пролягає від парку «Нивки» до Брюссельської вулиці.
Прилучається вулиця Данила Щербаківського.

## Історія
Вулиця виникла у 1950-ті роки під назвою 864-та Нова. Сучасну назву набула 1953 року.